# Autriche aux Jeux olympiques d'hiver de 1972
Cet article contient des informations sur la participation et les résultats de l'Autriche aux Jeux olympiques d'hiver de 1972, qui ont eu lieu à Sapporo au Japon.

## Médaillés
| Médaille | Nom              | Sport               | Épreuve             |
| -------- | ---------------- | ------------------- | ------------------- |
| Or       | Beatrix Schuba   | Patinage artistique | Compétition Femmes  |
| Argent   | Annemarie Pröll  | Ski alpin           | Descente femmes     |
| Argent   | Annemarie Pröll  | Ski alpin           | Slalom géant femmes |
| Bronze   | Wiltrud Drexel   | Ski alpin           | Slalom géant femmes |
| Bronze   | Heinrich Messner | Ski alpin           | Descente hommes     |

## Résultats

### Ski alpin
| Athlète            | Épreuve      | Course 1      | Course 1 | Course 2      | Course 2 | Total         | Total              |
| Athlète            | Épreuve      | Temps         | Rang     | Temps         | Rang     | Temps         | Rang               |
| ------------------ | ------------ | ------------- | -------- | ------------- | -------- | ------------- | ------------------ |
| Reinhard Tritscher | Descente     |               |          |               |          | 1 min 58 s 05 | 31                 |
| Josef Loidl        | Descente     |               |          |               |          | 1 min 53 s 71 | 9                  |
| Karl Cordin        | Descente     |               |          |               |          | 1 min 53 s 32 | 7                  |
| Heinrich Messner   | Descente     |               |          |               |          | 1 min 52 s 40 | Médaille de bronze |
| Josef Loidl        | Slalom géant | 1 min 36 s 26 | 25       | 1 min 38 s 39 | 7        | 3 min 14 s 65 | 12                 |
| Werner Bleiner     | Slalom géant | 1 min 34 s 18 | 15       | 1 min 41 s 78 | 22       | 3 min 15 s 96 | 18                 |
| Reinhard Tritscher | Slalom géant | 1 min 32 s 51 | 5        | 1 min 39 s 88 | 14       | 3 min 12 s 39 | 8                  |
| David Zwilling     | Slalom géant | 1 min 32 s 34 | 4        | 1 min 39 s 98 | 15       | 3 min 12 s 32 | 7                  |

| Athlète            | Qualification | Qualification | Final   | Final | Final           | Final | Final           | Final |
| Athlète            | Temps         | Rang          | Temps 1 | Rang  | Temps 2         | Rang  | Total           | Rang  |
| ------------------ | ------------- | ------------- | ------- | ----- | --------------- | ----- | --------------- | ----- |
| Alfred Matt        | Disqualifié   | –             | 58 s 44 | 19    | 55 s 24         | 12    | 1 min 53 s 68   | 14    |
| Josef Loidl        | 1 min 44 s 27 | 2             | 58 s 60 | 20    | N'a pas terminé | –     | N'a pas terminé | –     |
| Reinhard Tritscher | 1 min 44 s 06 | 3             | 59 s 43 | 22    | Disqualifié     | –     | Disqualifié     | –     |
| David Zwilling     | Bye           | Bye           | 57 s 30 | 11    | 54 s 67         | 8     | 1 min 51 s 97   | 7     |

#### Femmes
| Athlète            | Épreuve      | Course 1        | Course 1 | Course 2        | Course 2 | Total           | Total              |
| Athlète            | Épreuve      | Temps           | Rang     | Temps           | Rang     | Temps           | Rang               |
| ------------------ | ------------ | --------------- | -------- | --------------- | -------- | --------------- | ------------------ |
| Monika Kaserer     | Descente     |                 |          |                 |          | 1 min 42 s 59   | 30                 |
| Brigitte Totschnig | Descente     |                 |          |                 |          | 1 min 40 s 73   | 15                 |
| Bernadette Rauter  | Descente     |                 |          |                 |          | 1 min 39 s 84   | 9                  |
| Annemarie Pröll    | Descente     |                 |          |                 |          | 1 min 37 s 00   | Médaille d'argent  |
| Gertrude Gabl      | Slalom géant |                 |          |                 |          | N'a pas terminé | –                  |
| Monika Kaserer     | Slalom géant |                 |          |                 |          | 1 min 33 s 42   | 13                 |
| Wiltrud Drexel     | Slalom géant |                 |          |                 |          | 1 min 32 s 35   | Médaille de bronze |
| Annemarie Pröll    | Slalom géant |                 |          |                 |          | 1 min 30 s 75   | Médaille d'argent  |
| Wiltrud Drexel     | Slalom       | N'a pas terminé | –        | –               | –        | N'a pas terminé | –                  |
| Gertrude Gabl      | Slalom       | 47 s 80         | 11       | N'a pas terminé | –        | N'a pas terminé | –                  |
| Monika Kaserer     | Slalom       | 47 s 59         | 9        | 46 s 77         | 5        | 1 min 34 s 36   | 7                  |
| Annemarie Pröll    | Slalom       | 47 s 20         | 6        | 46 s 83         | 6        | 1 min 34 s 03   | 5                  |

### Bobsleigh
| Traîneau | Athlètes                          | Épreuve    | Manche 1      | Manche 1 | Manche 2      | Manche 2 | Manche 3      | Manche 3 | Manche 4      | Manche 4 | Total         | Total |
| Traîneau | Athlètes                          | Épreuve    | Temps         | Rang     | Temps         | Rang     | Temps         | Rang     | Temps         | Rang     | Temps         | Rang  |
| -------- | --------------------------------- | ---------- | ------------- | -------- | ------------- | -------- | ------------- | -------- | ------------- | -------- | ------------- | ----- |
| AUT-1    | Herbert Gruber Josef Oberhauser   | Bob à deux | 1 min 16 s 48 | 6        | 1 min 16 s 34 | 5        | 1 min 14 s 44 | 9        | 1 min 14 s 34 | 6        | 5 min 01 s 60 | 8     |
| AUT-2    | Werner Delle Karth Fritz Sperling | Bob à deux | 1 min 16 s 99 | 10       | 1 min 17 s 91 | 18       | 1 min 15 s 84 | 20       | 1 min 14 s 61 | 8        | 5 min 05 s 35 | 13    |

| Traîneau | Athlètes                                                          | Épreuve      | Manche 1      | Manche 1 | Manche 2      | Manche 2 | Manche 3      | Manche 3 | Manche 4      | Manche 4 | Total         | Total |
| Traîneau | Athlètes                                                          | Épreuve      | Temps         | Rang     | Temps         | Rang     | Temps         | Rang     | Temps         | Rang     | Temps         | Rang  |
| -------- | ----------------------------------------------------------------- | ------------ | ------------- | -------- | ------------- | -------- | ------------- | -------- | ------------- | -------- | ------------- | ----- |
| AUT-1    | Herbert Gruber Utz Chwalla Josef Eder Josef Oberhauser            | Bob à quatre | 1 min 11 s 20 | 4        | 1 min 12 s 46 | 10       | 1 min 11 s 11 | 8        | 1 min 11 s 00 | 5        | 4 min 45 s 77 | 6     |
| AUT-2    | Werner Delle Karth Werner Moser Walter Delle Karth Fritz Sperling | Bob à quatre | 1 min 11 s 58 | 8        | 1 min 12 s 46 | 10       | 1 min 11 s 16 | 10       | 1 min 11 s 46 | 10       | 4 min 46 s 66 | 7     |

### Ski de fond
| Épreuve | Athlète          | Course             | Course |
| Épreuve | Athlète          | Temps              | Rang   |
| ------- | ---------------- | ------------------ | ------ |
| 15 km   | Herbert Wachter  | 49 min 44 s 13     | 42     |
| 15 km   | Heinrich Wallner | 49 min 17 s 97     | 38     |
| 30 km   | Josef Hauser     | N'a pas terminé    | –      |
| 30 km   | Heinrich Wallner | 1 h 48 min 05 s 42 | 48     |
| 30 km   | Herbert Wachter  | 1 h 44 min 45 s 67 | 33     |

| Athlètes                                                   | Course            | Course |
| Athlètes                                                   | Temps             | Rang   |
| ---------------------------------------------------------- | ----------------- | ------ |
| Herbert Wachter Josef Hauser Ulli Öhlböck Heinrich Wallner | N'ont pas terminé | –      |

### Patinage artistique
| Athlète       | Figures imposées | Libre | Points     | Places | Rang |
| ------------- | ---------------- | ----- | ---------- | ------ | ---- |
| Günter Anderl | 14               | 16    | 2313,6 pts | 138    | 15   |

| Athlète        | Figures imposées | Libre | Points     | Places | Rang          |
| -------------- | ---------------- | ----- | ---------- | ------ | ------------- |
| Sonja Balun    | 17               | 17    | 2260,6 pts | 148    | 17            |
| Beatrix Schuba | 1                | 7     | 2751,5 pts | 9      | Médaille d'or |

### Luge
| Athlète          | Manche 1 | Manche 1 | Manche 2 | Manche 2 | Manche 3 | Manche 3 | Manche 4 | Manche 4 | Total         | Total |
| Athlète          | Temps    | Rang     | Temps    | Rang     | Temps    | Rang     | Temps    | Rang     | Temps         | Rang  |
| ---------------- | -------- | -------- | -------- | -------- | -------- | -------- | -------- | -------- | ------------- | ----- |
| Franz Schachner  | 54 s 67  | 23       | 54 s 38  | 24       | 53 s 40  | 24       | 53 s 17  | 18       | 3 min 35 s 62 | 23    |
| Rudolf Schmid    | 54 s 33  | 20       | 53 s 93  | 18       | 52 s 74  | 17       | 52 s 76  | 14       | 3 min 33 s 76 | 16    |
| Josef Feistmantl | 53 s 18  | 10       | 53 s 11  | 9        | 52 s 52  | 13       | 52 s 51  | 11       | 3 min 31 s 32 | 10    |
| Manfred Schmid   | 53 s 06  | 7        | 52 s 80  | 8        | 52 s 19  | 7        | 52 s 00  | 6        | 3 min 30 s 05 | 7     |

| Athlètes                      | Manche 1 | Manche 1 | Manche 2 | Manche 2 | Total         | Total |
| Athlètes                      | Temps    | Rang     | Temps    | Rang     | Temps         | Rang  |
| ----------------------------- | -------- | -------- | -------- | -------- | ------------- | ----- |
| Manfred Schmid Ewald Walch    | 44 s 92  | 7        | 44 s 83  | 6        | 1 min 29 s 75 | 7     |
| Rudolf Schmid Franz Schachner | 45 s 37  | 10       | 45 s 31  | 9        | 1 min 30 s 68 | 9     |

#### Femmes
| Athlète             | Manche 1 | Manche 1 | Manche 2 | Manche 2 | Manche 3 | Manche 3 | Manche 4 | Manche 4 | Total         | Total |
| Athlète             | Temps    | Rang     | Temps    | Rang     | Temps    | Rang     | Temps    | Rang     | Temps         | Rang  |
| ------------------- | -------- | -------- | -------- | -------- | -------- | -------- | -------- | -------- | ------------- | ----- |
| Margit Graf         | 46 s 89  | 16       | 46 s 92  | 18       | 46 s 25  | 15       | 46 s 23  | 19       | 3 min 06 s 29 | 16    |
| Antonia Mayr        | 46 s 15  | 12       | 46 s 36  | 11       | 45 s 97  | 11       | 46 s 12  | 17       | 3 min 04 s 60 | 14    |
| Angelika Schafferer | 46 s 00  | 11       | 46 s 41  | 13       | 45 s 94  | 10       | 45 s 71  | 14       | 3 min 04 s 06 | 11    |

### Combiné nordique
Épreuves :
- Saut à ski avec tremplin normal (Trois sauts, les deux meilleurs sont comptabilisés et visibles ici)
- Ski de fond pendant 15 km

| Athlète      | Épreuve    | Saut à ski | Saut à ski | Saut à ski | Saut à ski | Ski de fond   | Ski de fond | Ski de fond | Total       | Total |
| Athlète      | Épreuve    | Distance 1 | Distance 2 | Points     | Rang       | Temps         | Points      | Rang        | Points      | Rang  |
| ------------ | ---------- | ---------- | ---------- | ---------- | ---------- | ------------- | ----------- | ----------- | ----------- | ----- |
| Ulli Öhlböck | Individuel | 63,0 m     | 67,5 m     | 150,9 pts  | 33         | 53 min 59 s 5 | 169,810 pts | 35          | 320,710 pts | 37    |

### Saut à ski
| Athlète          | Épreuve         | Saut 1   | Saut 1    | Saut 2   | Saut 2    | Total     | Total |
| Athlète          | Épreuve         | Distance | Points    | Distance | Points    | Points    | Rang  |
| ---------------- | --------------- | -------- | --------- | -------- | --------- | --------- | ----- |
| Max Golser       | Tremplin normal | 73,0 m   | 95,5 pts  | 73,5 m   | 100,3 pts | 195,8 pts | 36    |
| Reinhold Bachler | Tremplin normal | 73,5 m   | 100,3 pts | 73,5 m   | 101,3 pts | 201,6 pts | 29    |
| Rudi Wanner      | Tremplin normal | 77,0 m   | 104,4 pts | 74,0 m   | 100,6 pts | 205,0 pts | 26    |
| Rudi Wanner      | Grand tremplin  | 79,0 m   | 69,6 pts  | 83,0 m   | 82,7 pts  | 152,3 pts | 46    |
| Max Golser       | Grand tremplin  | 86,0 m   | 84,9 pts  | 78,0 m   | 68,7 pts  | 153,6 pts | 43    |
| Reinhold Bachler | Grand tremplin  | 88,5 m   | 88,9 pts  | 89,5 m   | 90,3 pts  | 179,2 pts | 24    |

### Patinage de vitesse

#### Hommes
| Épreuve | Athlète          | Course        | Course |
| Épreuve | Athlète          | Temps         | Rang   |
| ------- | ---------------- | ------------- | ------ |
| 500 m   | Otmar Braunecker | 42 s 14       | 23     |
| 1 500 m | Otmar Braunecker | 2 min 14 s 88 | 31     |